# Ксенія Попова (плавчиня)
Ксенія Попова (1 січня 1988) — російська плавчиня. Бронзова медалістка Чемпіонату світу з водних видів спорту 2007 року. Чемпіонка світу на відкритій воді 2008 року, медалістка 2004, 2006 років.